# رندی ریگن
رندی ریگن (انگلیسی: Randy Ragan؛ زادهٔ ۷ ژوئن ۱۹۵۹) بازیکن سابق و مربی فوتبال اهل کانادا است.
وی همچنین در تیم‌های ملی فوتبال زیر ۲۰ سال کانادا و کانادا بازی کرده‌است.